# Structure pyramidale du handball français
La structure pyramidale du handball français possède trois niveaux professionnels. Les championnats masculins de première et deuxième Division sont gérés par la Ligue nationale de handball tandis que la Ligue féminine de handball organise l'élite féminine. La Fédération française de handball gère les niveaux nationaux inférieurs. Les niveaux régionaux sont gérés par des ligues régionales et les niveaux départementaux par les comités départementaux.

## Clubs masculins

### Hiérarchie
| 1      | Division 1 ou Starligue | National    | 1                         | 16 équipes                | 16 équipes                |  |  |  |
| 2      | Division 2 ou Proligue  | National    | 1                         | 16 équipes                | 16 équipes                |  |  |  |
| 3      | Nationale 1             | National    | 4                         | 14 équipes                | 56 équipes                |  |  |  |
| 4      | Nationale 2             | National    | 6                         | 12 équipes                | 72 équipes                |  |  |  |
| 5      | Nationale 3             | National    | 8                         | 12 équipes                | 96 équipes                |  |  |  |
|        |                         |             |                           |                           |                           |  |  |  |
| 6      | Pré-nationale           | Région      | variable selon les ligues | variable selon les ligues | variable selon les ligues |  |  |  |
| 7      | Excellence              | Région      | variable selon les ligues | variable selon les ligues | variable selon les ligues |  |  |  |
| 8      | Honneur                 | Région      | variable selon les ligues | variable selon les ligues | variable selon les ligues |  |  |  |
|        |                         |             |                           |                           |                           |  |  |  |
| 9 et + | variable                | Département | variable                  | variable                  | variable                  |  |  |  |

### Engagement en Coupe de France
Les clubs masculins évoluant en Division 1 (StarLigue) et Division 2 (ProLigue) sont engagés en Coupe de France Nationale.

## Clubs féminins

### Hiérarchie
| 1      | Division 1 ou Ligue Butagaz Energie | National    | 1                         | 14 équipes                | 14 équipes                |  |  |  |
| 2      | Division 2                          | National    | 1                         | 14 équipes                | 14 équipes                |  |  |  |
| 3      | Nationale 1                         | National    | 4                         | 12 équipes                | 48 équipes                |  |  |  |
| 4      | Nationale 2                         | National    | 8                         | 12 équipes                | 96 équipes                |  |  |  |
|        |                                     |             |                           |                           |                           |  |  |  |
| 5      | Nationale 3                         | Région      | variable selon les ligues | variable selon les ligues | variable selon les ligues |  |  |  |
| 6      | Pré-nationale                       | Région      | variable selon les ligues | variable selon les ligues | variable selon les ligues |  |  |  |
| 7      | Excellence                          | Région      | variable selon les ligues | variable selon les ligues | variable selon les ligues |  |  |  |
|        |                                     |             |                           |                           |                           |  |  |  |
| 8 et + | variable                            | Département | variable                  | variable                  | variable                  |  |  |  |

### Engagement en Coupe de France
Les clubs féminins évoluant en Division 1 (Ligue Butagaz Énergie) et Division 2 sont engagés en Coupe de France Nationale.